# Zaleski
Zaleski é uma vila localizada no estado norte-americano de Ohio, no Condado de Vinton.

## Demografia
Segundo o censo norte-americano de 2000, a sua população era de 375 habitantes.
Em 2006, foi estimada uma população de 409, um aumento de 34 (9.1%).

## Geografia
De acordo com o United States Census Bureau tem uma área de
1,2 km², dos quais 1,2 km² cobertos por terra e 0,0 km² cobertos por água. Zaleski localiza-se a aproximadamente 230 m acima do nível do mar.

## Localidades na vizinhança
O diagrama seguinte representa as localidades num raio de 24 km ao redor de Zaleski.